# Punta del Faro

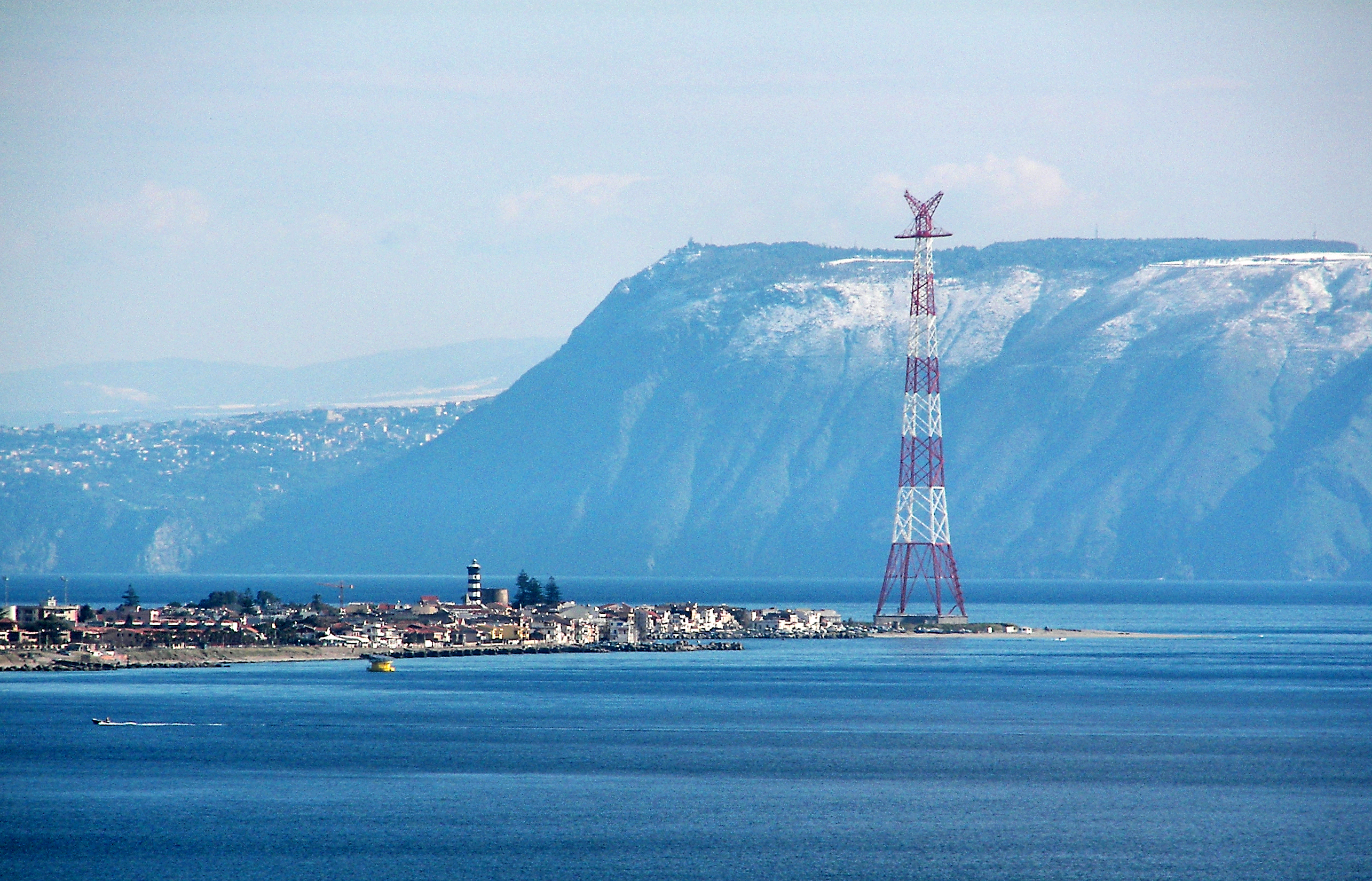
Punta del Faro vista desde Calabria.

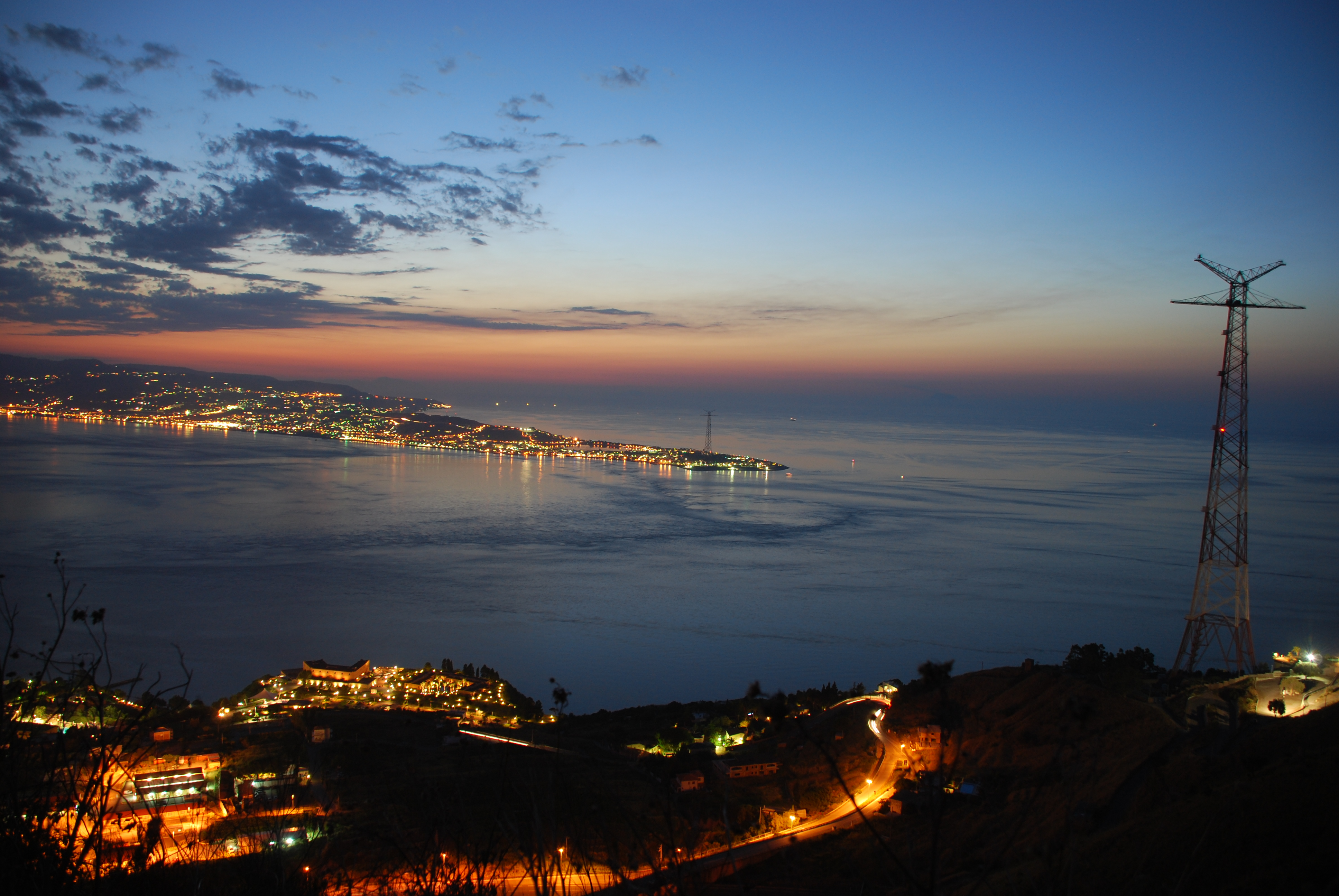
Vista nocturna.

La Punta del Faro (en italiano: Capo Peloro) es una de las 3 puntas de la isla de Sicilia. Es la punta del noreste, que se encuentra precisamente enfrente de Calabria. Se encuentra en el municipio de Mesina, en el barrio de Torre Faro, vecino de Ganzirri. Desde el Estrecho de Mesina ofrece una vista excepcional de Calabria.
- Datos: Q2257429